# Gorbea, Chile
Gorbea este un oraș și comună din provincia Cautín, regiunea La Araucanía, Chile, cu o populație de 13.990 locuitori (2012) și o suprafață de 694,5 km2.